# Joanna Jóźwik
Joanna Jóźwik (* 30. Januar 1991 in Wałbrzych) ist eine ehemalige polnische Mittelstreckenläuferin, die sich auf die 800-Meter-Distanz spezialisiert hat.

## Sportliche Laufbahn
Erste internationale Erfahrungen sammelte Joanna Jóźwik im Jahr 2010, als sie bei den Juniorenweltmeisterschaften im kanadischen Moncton im 800-Meter-Lauf mit 2:05,09 min im Halbfinale ausschied und mit der polnischen 4-mal-400-Meter-Staffel in 3:42,70 min den achten Platz belegte. Im Jahr darauf schied sie bei den U23-Europameisterschaften in Ostrava mit 2:06,07 min in der ersten Runde aus und 2013 wurde sie bei den U23-Europameisterschaften in Tampere in 2:15,22 min Achte. Anschließend erreichte sie bei den Spielen der Frankophonie in Nizza nach 2:03,76 min Rang fünf. 2014 startete sie erstmals bei den Europameisterschaften in Zürich und gewann dort auf Anhieb in 1:59,63 min die Bronzemedaille hinter der Weißrussin Maryna Arsamassawa und Lynsey Sharp aus dem Vereinigten Königreich. Im Jahr darauf gewann sie dann auch bei den Halleneuropameisterschaften in Prag in 2:02,45 min die Bronzemedaille, diesmal hinter Schweizerin Selina Büchel und Natalija Lupu aus der Ukraine. Im August gelangte sie bei den Weltmeisterschaften in Peking bis in das Finale und belegte dort in 1:59,09 min den siebten Platz. 2016 belegte sie bei den Europameisterschaften in Amsterdam in 2:00,57 min den sechsten Platz und nahm anschließend an den Olympischen Spielen in Rio de Janeiro teil, bei denen sie im Finale mit neuer persönlicher Bestleistung von 1:57,37 min Fünfte wurde.
2017 verbesserte sie beim Copernicus Cup in Toruń den polnischen Hallenrekord auf 1:59,29 min und verbesserte damit die bisherige Bestmarke von Lidia Chojecka aus dem Jahr 1999 um sieben Zehntelsekunden. Im Sommer erreichte sie dann bei den Weltmeisterschaften in London das Halbfinale und schied dort mit 2:01,91 min aus. 2018 bestritt sie keine Wettkämpfe und konnte in den folgenden beiden Jahren nicht an ihre alte Form anknüpfen. Erst 2021 verbuchte sie mit dem Silbermedaillengewinn in 2:04,00 min bei den Halleneuropameisterschaften in Toruń hinter der Britin Keely Hodgkinson ihren nächsten großen Erfolg. Anfang Mai siegte sie bei den World Athletics Relays im heimischen Chorzów in 3:40,92 min gemeinsam mit Patryk Dobek in der 2-mal-2-mal-400-Meter-Staffel. Im August gelangte sie bei den Olympischen Spielen in Tokio das Halbfinale und schied dort mit 2:02,32 min aus.
In den Jahren 2014, 2015 und 2020 wurde Jóźwik polnische Meisterin im 800-Meter-Lauf und von 2013 bis 2015 sowie 2017 und 2019 siegte sie auch in der 4-mal-400-Meter-Staffel. Zudem wurde sie 2021 Hallenmeisterin über 800 Meter.
Am 28. März 2023 gab sie ihren Rücktritt von ihrer Sportkarriere bekannt.

## Persönliche Bestzeiten
- 800 Meter: 1:57,37 min, 20. August 2016 in Rio de Janeiro
  - 800 Meter (Halle): 1:59,29 min, 10. Februar 2017 in Toruń (polnischer Rekord)
- 1000 Meter: 2:34,93 min, 28. Juli 2016 in Sopot
  - 1000 Meter (Halle): 2:42,36 min, 26. Januar 2014 in Spała